# Beatrice Lorenzin
Beatrice Lorenzin (Roma, 14 ottobre 1971) è una politica italiana, dal 13 ottobre 2022 senatrice della Repubblica per il Partito Democratico.
È stata deputata alla Camera dal 29 aprile 2008 al 12 ottobre 2022, oltreché ministro della salute dal 28 aprile 2013 al 1º giugno 2018 nei governi Letta, Renzi e Gentiloni.

## Biografia
Nata a Roma, da padre istriano di Medolino, esule a Roma dal 1947, e madre di Campi Bisenzio (Firenze), ha conseguito il diploma di maturità classica. È cugina di terzo grado del politico istriano Darko Lorencin, ministro del turismo nel governo croato di Zoran Milanović ed esponente della Dieta Democratica Istriana, i due sono stati entrambi ministri nello stesso periodo (2013-2016) in due paesi diversi in un governo di centro-sinistra.

### Gli inizi e consigliera a Roma
Prima di entrare in politica, ha lavorato al quotidiano Il Giornale di Ostia. Nel 1996 aderisce a Forza Italia Giovani, l'organizzazione giovanile di Forza Italia costituita quello stesso anno.
Alle elezioni amministrative del 1997 viene eletta, tra le liste di Forza Italia, consigliera del Municipio Roma XIII. Ad aprile 1999 diventa coordinatrice regionale di Forza Italia Giovani nel Lazio, che conta 15mila iscritti e oltre 100 eletti negli enti locali.
Alle elezioni amministrative del 2001 viene eletta al consiglio comunale di Roma, l'unica donna nella coalizione di centro-destra, dov'è vicepresidente della commissione Donne Elette e vicepresidente del gruppo consiliare di Forza Italia.
Tra la fine del 2004 e la metà del 2006 è stata a capo della segreteria tecnica di Paolo Bonaiuti, sottosegretario di Stato alla Presidenza del Consiglio dei ministri per l'informazione e l'editoria nel secondo e terzo governo Berlusconi.

### Coordinatrice regionale nel Lazio e di FIG
A maggio 2005, a seguito del tracollo della Casa delle Libertà alle elezioni regionali di quell'anno, viene nominata da Silvio Berlusconi coordinatrice regionale di Forza Italia nel Lazio, succedendo ad Antonio Tajani.
Dal settembre 2006 al marzo 2008 ha ricoperto il ruolo di coordinatrice nazionale di Forza Italia Giovani.

### Elezione a deputata
Alle elezioni politiche del 2008 viene candidata alla Camera dei deputati, tra le liste del Popolo della Libertà (PdL) nella circoscrizione Lazio 1 in undicesima posizione, risultando eletta deputata. Nel corso della XVI legislatura è stata membro del consiglio direttivo del gruppo parlamentare del PdL a Montecitorio, della 1ª Commissione Affari Costituzionali, della Presidenza del Consiglio e interni, della Commissione parlamentare per l'attuazione del federalismo fiscale, della Commissione parlamentare per l'infanzia e l'adolescenza.
Durante il governo Monti si esprime per la cancellazione dell'introduzione dei libri elettronici nella scuola italiana dopo le perplessità sollevate da molti insegnanti, esperti e pedagogisti, tradotte anche in sollecitazioni provenienti dalla lobby delle case editrici.
In vista delle elezioni regionali nel Lazio del 2013 viene inizialmente proposta come candidata alla presidenza della Regione Lazio; lascia poi il posto a Francesco Storace, ex presidente della Regione nel quinquennio 2000-2005. Alle elezioni politiche del 2013 viene riconfermata alla Camera dei deputati nelle liste del PdL.

### Ministra della salute

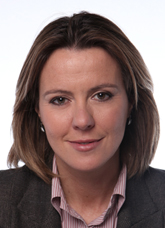
Beatrice Lorenzin rieletta alla Camera nel 2013

Con la nascita del governo di larghe intese guidato da Enrico Letta, il 28 aprile 2013 giura nelle mani del Presidente della Repubblica Giorgio Napolitano come Ministra della salute nel governo Letta, il primo di grande coalizione tra Il Popolo della Libertà, Partito Democratico, Unione di Centro e Scelta Civica, succedendo così al tecnico Renato Balduzzi e diventando la quinta donna alla guida del dicastero.
Il 30 settembre 2013 assieme agli altri ministri del PdL presenta dimissioni "irrevocabili" così come ordinato da Silvio Berlusconi, che vengono successivamente respinte dal Presidente del consiglio Enrico Letta.
Il 16 novembre 2013, con la sospensione delle attività del PdL e il rilancio di Forza Italia, sceglie di non aderirvi per contribuire a fondare il Nuovo Centrodestra guidato da Angelino Alfano.
In seguito alla caduta del governo di Enrico Letta, per volere del neo-segretario del PD Matteo Renzi per diventare Presidente del Consiglio, il 21 febbraio 2014 Renzi, ottenuto l'incarico di formare un governo, la conferma come Ministra della salute nel suo esecutivo. Il giorno successivo giura al palazzo del Quirinale nelle mani del Presidente della Repubblica Giorgio Napolitano come Ministra del governo Renzi.
Nell'aprile 2014, in vista delle elezioni europee, viene scelta come candidata capolista di Nuovo Centrodestra - Unione di Centro nella Circoscrizione Italia centrale (che raccoglie Toscana, Umbria, Marche e Lazio). Non viene eletta, benché nelle liste di Italia Centrale per NCD raccolga più voti.
Il 18 marzo 2017, con lo scioglimento del NCD e la fondazione del suo successore Alternativa Popolare (AP) con le stesse ideologie da parte di Angelino Alfano, aderisce ad AP.
A dicembre 2017 s'intensificano gli scontri tra l'ala del partito favorevole al ritorno nel centro-destra, guidata da Maurizio Lupi, Roberto Formigoni e Gabriele Albertini, e quella favorevole a mantenere l'alleanza col centro-sinistra di Matteo Renzi, capeggiata dalla stessa Lorenzin e da Fabrizio Cicchitto.
Il 12 dicembre la Direzione nazionale del partito approva all'unanimità una mozione che sancisce la "separazione consensuale" delle due ali del partito: l'ala sinistra mantiene il simbolo e il nome di Alternativa Popolare (AP), mentre l'ala destra riacquista il nome e il simbolo del dissolto Nuovo Centrodestra (NCD). Viene però deliberato che i due gruppi parlamentari restino uniti fino allo scioglimento delle Camere.

### Rielezione alla Camera

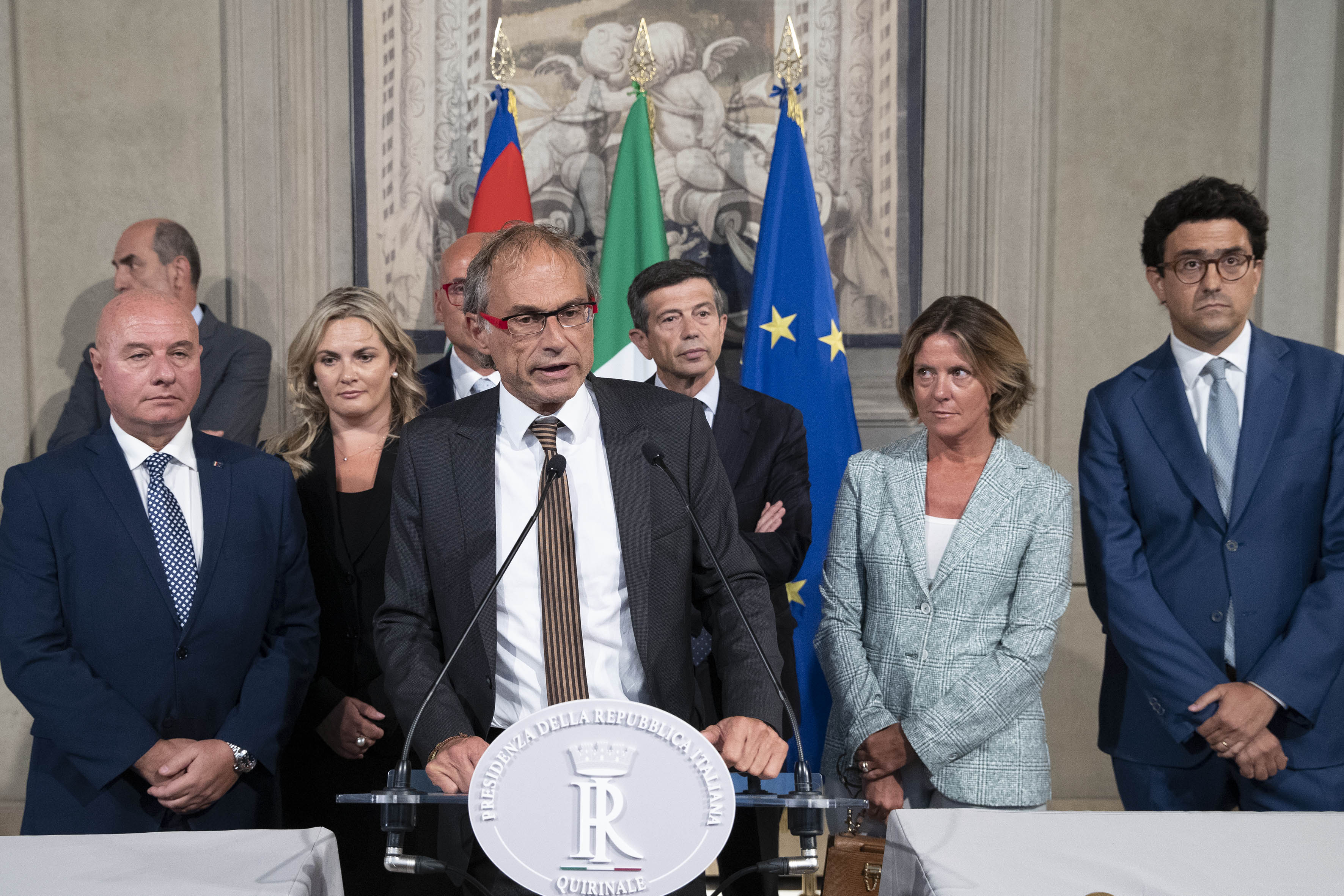
Lorenzin, Maurizio Lupi (alla sua destra, in seconda fila) e altri membri del Gruppo misto in occasione delle consultazioni del Quirinale nel 2018.

Il 29 dicembre 2017, in appoggio al Partito Democratico di Matteo Renzi, costituisce la lista Civica Popolare che riunisce, oltreché AP, i Centristi per l'Europa di Pier Ferdinando Casini, Unione per il Trentino di Lorenzo Dellai, L'Italia è Popolare di Giuseppe De Mita e l'Italia dei Valori di Ignazio Messina.
Alle elezioni politiche del 2018 viene rieletta alla Camera dei deputati nel collegio uninominale Emilia-Romagna - 09 (Modena), sostenuta dalla coalizione di centro-sinistra (in quota Civica Popolare). Della sua lista oltre a lei vengono eletti solamente Gabriele Toccafondi alla Camera e Pier Ferdinando Casini al Senato. Lorenzin è una dei vice presidenti del Gruppo misto nella XVIII legislatura.

### Passaggio al Partito Democratico
Dopo aver votato la fiducia al governo Conte II, il 19 settembre 2019 annuncia l'addio ad Alternativa Popolare, dimettendosi da coordinatrice, e il passaggio al Partito Democratico, non senza polemiche, che sul finire del 2019 approva a Bologna i nuovi statuti e l'istituzione dei forum concepiti come luoghi di confronto e proposta fra le segreterie locali e la società civile. Beatrice Lorenzin ottiene la creazione del forum "Salute e stili di vita" del PD.
In vista delle elezioni amministrative del 2021 a Roma viene inizialmente proposta come capolista PD a sostegno del candidato sindaco del centro-sinistra Roberto Gualtieri, salvo poi coordinare solo il suo comitato elettorale.

### Elezione a senatrice
Il 15 agosto 2022 la direzione nazionale del PD approva le liste dei candidati per le elezioni politiche del 25 settembre, Lorenzin viene candidata al Senato della Repubblica, tra le liste del Partito Democratico-Italia Democratica e Progressista nel collegio plurinominale Veneto 02 come capolista e nel collegio plurinominale Piemonte 01 in terza posizione, risultando eletta nel primo collegio. Diventa poi vicepresidente del gruppo parlamentare al Senato.

#### Posizioni politiche
Ha espresso la sua contrarietà alla legalizzazione delle droghe leggere che, a suo avviso, porterebbe danni estremi per la salute dei cittadini. Di corrente cattolica, si è più volte detta contraria all'estensione del diritto al matrimonio, alla possibilità di adottare dei figli o avere accesso alle pratiche di fecondazione assistita per le coppie dello stesso sesso e favorevole a rendere la gestazione per altri reato universale. Si è opposta a bandi specifici per medici non obiettori di coscienza circa l'aborto e alla presenza della pillola abortiva presso i consultori. In quanto ministro della Salute ha reso possibile l'obiezione di coscienza da parte dei medici per la legge sul testamento biologico.

### Vita privata
Il 7 giugno 2015 Lorenzin e il compagno Alessandro Picardi, direttore delle relazioni istituzionali e internazionali della Rai e presidente di Tivùsat, annunciano la nascita dei figli. Si sono sposati il 10 settembre 2016.

## Attività da ministra della salute

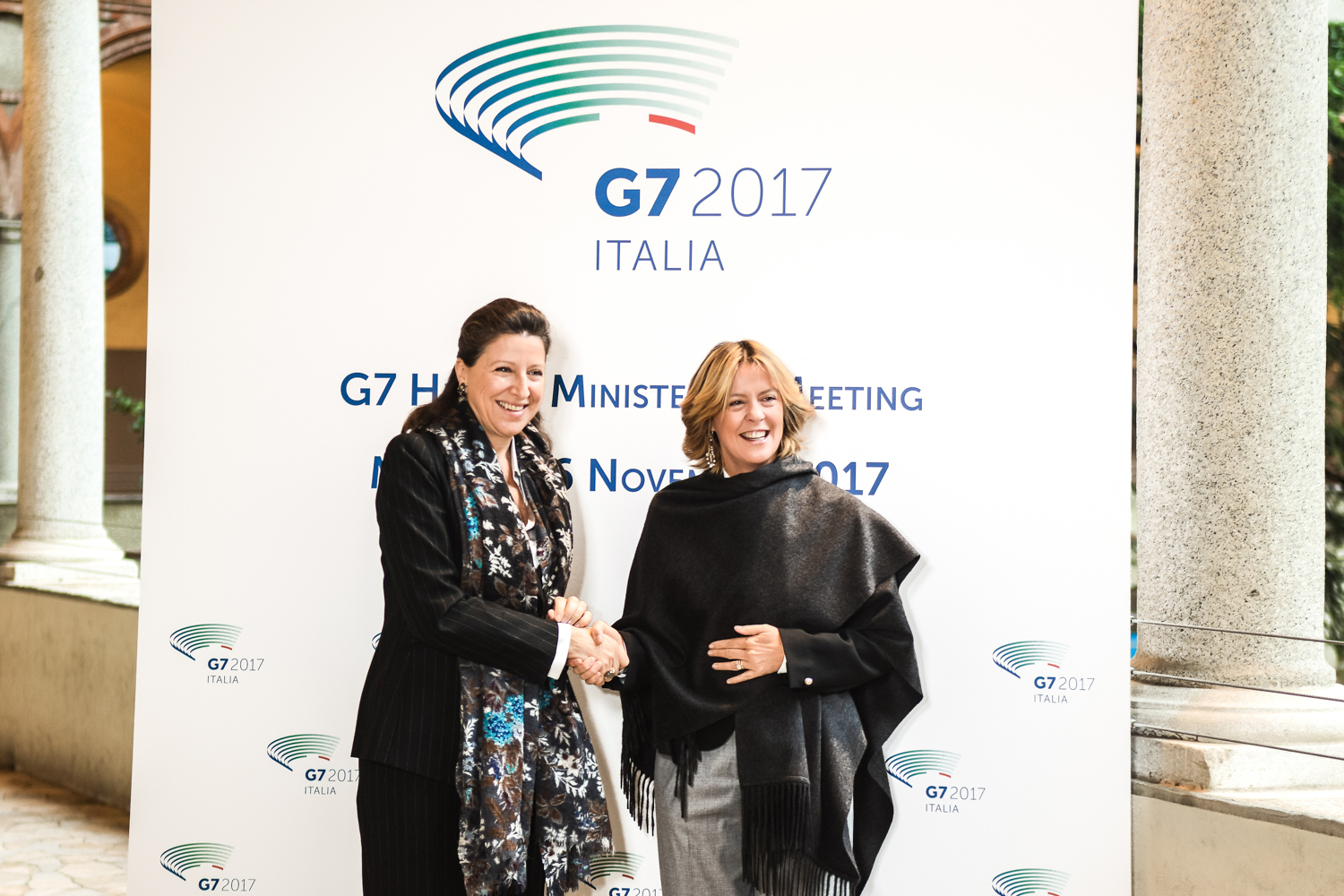
Lorenzin (a destra) con la ministra della salute francese Agnès Buzyn durante il G7 della Salute nel 2017.

Dal 28 aprile 2013 al 22 febbraio 2014 ha ricoperto l'incarico di ministra della salute nel governo Letta, succedendo a Renato Balduzzi. Il 30 settembre 2013, assieme agli altri ministri del Pdl, presenta dimissioni "irrevocabili" così come suggerito da Silvio Berlusconi, respinte dal Presidente del Consiglio Enrico Letta. 
Durante il primo incarico il suo dicastero è stato investito del caso del controverso metodo Stamina.
Il 22 febbraio 2014 viene riconfermata nel nuovo esecutivo guidato dal Presidente del Consiglio Matteo Renzi alla guida sempre dello stesso dicastero. Tra i temi all'ordine del suo mandato, fra gli altri, il caso del virus ebola, il via libera alla produzione della cannabis terapeutica su suolo italiano e la fecondazione eterologa dopo la pronuncia di incostituzionalità del divieto operato dalla legge 40.
Il 12 dicembre 2016 viene chiamata per la terza volta a ricoprire la carica di ministro nel governo guidato da Paolo Gentiloni, diventando l'esponente politico che più a lungo ha ricoperto la carica di Ministro della Salute.
Un mese dopo la sua riconferma, il 12 gennaio 2017 il ministro firma il provvedimento di aggiornamento dei LEA (Livelli Essenziali di Assistenza), atteso da 15 anni, e che contempla 110 nuove malattie e numerose nuove terapie.
A seguito del calo della copertura vaccinale in Italia, ha promosso un decreto legge poi convertito con modifiche dal Parlamento per aumentare la diffusione dei vaccini nella fascia di età 0-16 anni. Tale decreto, per la sua impostazione, ha suscitato forti reazioni tra coloro che si oppongono alla pratica vaccinale obbligatoria.

## Controversie
Nel 2014, sulle segnalazioni dei casi sospetti di reazioni avverse ai vaccini anti-influenzali, Lorenzin è entrata in polemica con i presidenti delle Regioni; piuttosto accesa, inoltre, nello stesso anno la querelle sull'igiene delle scuole con il sindaco di Roma Ignazio Marino e quella con il sindacato degli agenti di polizia Silp Cgil, che in campagna elettorale per le elezioni Europee 2014 l'hanno pubblicamente accusata di aver inopportunamente adoperato uomini e mezzi di Stato per attività non istituzionali.
In merito al disegno di legge "Omnibus" su sperimentazione clinica e riordino delle professioni sanitarie, di natura governativa e da lei presentato, ha ricevuto critiche dalle categorie delle professioni sanitarie per l'intenzione di voler emendare il testo durante l'iter parlamentare per istituire in ambito sanitario figure legate alla medicina non convenzionale senza il preventivo parere tecnico scientifico del Consiglio superiore di sanità nonché effettuare delle sanatorie per le categorie degli osteopati e chiropratici italiani. Il provvedimento, approdato in Parlamento nel 2014 dopo essere stato licenziato dal Consiglio dei Ministri e dalla Conferenza Stato-Regioni, è stato poi approvato dal Senato nel 2016 nella versione emendata dalla Ministra, scatenando così accese critiche nel mondo sanitario che lamentava la troppa acquiescenza alle lobby delle pseudoscienze. Tali critiche hanno, poi, contribuito a far sì che il testo, una volta passato alla Camera dei Deputati, venisse modificato e poi divenisse legge nel 2018.
Sempre in merito alle lobby delle pseudoscienze, nel 2015, Lorenzin è stata oggetto di critiche dal mondo scientifico per il suo presunto sostegno, da lei smentito, in un saggio, alla pratica dell'omeopatia.
A febbraio 2015, invece, è entrata in polemica con l'assessorato alla sanità della Regione Sicilia per un caso di malasanità. La sua posizione è stata criticata anche perché quella Regione veniva da anni di precedenti gestioni amministrative del centro destra, il suo schieramento politico di allora.
Nel settembre 2016 è stata oggetto di forti contestazioni in merito al lancio in Italia della prima campagna di sensibilizzazione alla fertilità promossa dal Ministero della Salute, il cosiddetto "Fertility Day", a causa del contenuto dei messaggi di comunicazione elaborati dal suo dicastero e ritenuti da molti lesivi della dignità della donna. Lorenzin ha così promesso di riformulare la comunicazione per la campagna, ma le modifiche apportate hanno ulteriormente accresciuto le polemiche per accuse di razzismo.
Nel 2017 è entrata in polemica con la sindaca di Roma Virginia Raggi a seguito della mancata assegnazione all'Italia dell'Agenzia Europea del Farmaco.
In merito al suo mandato da ministra della salute, risulta essere stata iscritta nel registro degli indagati dalla Procura di Roma nel 2015 per omissione d'atti d'ufficio in merito al mancato avvio, a livello ministeriale, del tavolo tecnico-scientifico sui metodi alternativi alla sperimentazione animale, a cui è seguita un'archiviazione da parte del Tribunale dei Ministri, mentre nel 2021 è stata sentita come persona informata sui fatti dai pubblici ministeri rispettivamente di Firenze, a proposito dell'indagine sull'affaire della Fondazione Open di Matteo Renzi da cui sarebbero emerse putative pressioni su di lei da parte di lobby del tabacco, e di Bergamo, in merito al mancato aggiornamento e alla mancata applicazione in Italia del piano pandemico nazionale nonostante le raccomandazioni dell'Organizzazione Mondiale della Sanità e le indicazioni di due funzionari ministeriali.
A marzo 2023 Lorenzin viene inserito tra gli indagati da parte della Procura di Bergamo insieme ad altri due ex ministri della Salute: Roberto Speranza e Giulia Grillo per il mancato aggiornamento del piano pandemico nell'ambito dell'indagine sulla gestione del Covid-19..